# Yavnéel
Yavnéel (en hébreu : יבנאל) est une municipalité située à 10 km à l'ouest de Tibériade, en Basse-Galilée, sur la route Tibériade-Kfar Tabor. Elle se trouve aujourd'hui dans le territoire attribué à l'époque des patriarches à la Tribu de Nephthali. Son nom est déjà mentionné à l'époque du Talmud sous l'appellation de Yama, qui est en outre la première dénomination du lieu.
Elle est fondée en 1901 par des agriculteurs originaires de Roumanie et de Bulgarie qui avaient tenté de s'implanter dans le Hauran à la fin du XIXe siècle mais que les difficultés et surtout les autorités turques et les violences exercées par les Arabes et les Bédouins contre les biens et les personnes avaient chassées de cette région située dans la Syrie actuelle. Ils durent donc abandonner leurs colonies pour se retrouver plus près du gros du nouveau Yishouv (population juive en Palestine). Une partie allait se retrouver temporairement à Metoula et une autre à Safed. Finalement, ils créeront Yavnéel. D'après les souvenirs de la famille Sheper, une des familles de pionniers de la ville, une discussion anima alors les fondateurs quant au fait de rester sur les lieux ou de les abandonner. Les tergiversations prirent fin par ces propos : « Nous n'avons pas de maison, mais nos enfants en auront une ! Et si ce ne sont pas nos enfants, alors ce sera le cas pour nos petits-enfants. Si nous ne bâtissons pas, il n'y aura jamais de maison ! ».
Yavnéel représente la ville centrale de la Basse-Galilée à l'époque de la deuxième Aliyah, du fait du radicalisme de ses fondateurs. Elle est aussi la base de l'organisation Hashomer.
De nombreuses années durant, elle lutta pour sa survie face aux dures conditions de vie et aux attaques des voisins arabes.
Durant les événements de 1936, trois des habitants de la ville sont assassinés. En leur souvenir est créé en 1937, sur les terres de Yavnéel, le moshav Mishmar Hashlosha (« La garde des trois »).
Après la création de l'État d'Israël, Yavnéel se joint sur le plan administratif à trois autres villes, chacune gardant son autonomie propre : Smadar, Mishmar Hashlosha et Beït-Gan. La majeure partie de ses habitants travaille les terres.
Dans les années 2000 s'est jointe une communauté de Juifs orthodoxes du mouvement hassidique de Bratslav.

## Personnalités liées à Yavnéel
- Le sculpteur Achiam est né en 1916 à Beït-Gan.
- Yehiel Berkovitz de Iași en Roumanie est l'un des pionniers des premiers colons du Hauran et l'un des fondateurs de Yavnéel.
- Yoav Reuveni, acteur y est né en 1985.